# Jardim Castelo
Castelo é um bairro de Santos localizado na zona noroeste da cidade.
Sua denominação surgiu na década de 60, idealizada a partir do ex-presidente Humberto de Alencar Castelo Branco com um núcleo habitacional construído pela Cohab Santista.
Bairro contando atualmente com mais de 12 mil habitantes, abriga ainda o Conjunto Habitacional Dale Coutinho, um dos mais populosos da cidade.
O bairro
abriga, ainda, um clube municipal denominado Centro Cultural e
Recreativo Manoel Nascimento Jr., onde abriga uma piscina, um salão de
dança, ginástica artística e quadras de futebol e basquete.